# محمد روميش
محمد صادق روميش (1931-1992)، كاتب وأديب مصري ولد في قرية تلبانة بمحافظة الدقهلية، يعتبر واحدًا من أبرز كتاب جيل الستينات في مصر، وتعد كتاباته أمتدادا متميزا ليحيى حقي وعبد الرحمن الشرقاوي ويوسف إدريس.

## حياته
بدأ روميش الكتابة في أواخر الخمسينيات وأصدر في أواخر عام 1973م على نفقته الخاصة مجموعة قصصية بعنوان «الليل الرحم» وهى أول مجموعاته القصصية، ورغم توزيعها المحدود إلا انها اعتبرت إنجازا ادبيا وأستطاعت ان تصل إلى جمهور واسع عندما اعادت دار الهلال نشرها عام 1986م، كما صدر له بعد رحيله مجموعته القصصية الثانية «الشمس في برج المحاق»، وترجع قلة إنتاج روميش إلى أنه قد أصيب مثل معظم أبناء جيله بصدمة كبيرة لوقوع نكسة 1967م، فكان أثر صدمة الهزيمة عليه قاصما، كما أن الشهور الأربعة التي قضاها في سجن طره في ما سمى بحملة يناير عام 1975م وهى الحملة التي شملت عدد من الكتاب والصحفيين والشعراء.
وقد عمل روميش مديراعاما للشئون القانونية بأحد البنوك المصرية قبل ان يترك مصر إلى الكويت حيث عمل هناك أيضا بأحد البنوك.

## وفاته
توفي في أغسطس عام 1992م بعد صراع مع مرض سرطان الدم.